# Мікі Янкович
Мікі Янкович (нар. 26 вересня 1994) — колишній сербський тенісист.
Найвищу одиночну позицію світового рейтингу — 256 місце досяг 1 серпня 2016, парну — 432 місце — 31 жовтня 2016 року.
Здобув 4 одиночні та 4 парні титули.
Завершив кар'єру 2017 року.

## Фінали командних змагань: 1 (1–0)
| Результат | Ранг | Дата           | Парне змагання                         | Покриття | Партнер/Команда                                              | Суперники                                    | Рахунок |
| --------- | ---- | -------------- | -------------------------------------- | -------- | ------------------------------------------------------------ | -------------------------------------------- | ------- |
| Перемога  | 1.   | 21 травня 2012 | World Team Cup, Дюссельдорф, Німеччина | Ґрунт    | Янко Типсаревич Віктор Троїцький Ненад Зімоньїч Мікі Янкович | Томаш Бердих Радек Штепанек Франтішек Чермак | 3–0     |